# Saga (Xigazê)
| Tibetische Bezeichnung                        |
| --------------------------------------------- |
| Tibetische Schrift: ས་དགའ་རྫོང་                 |
| Wylie-Transliteration: sa dga´ rdzong         |
| Offizielle Transkription der VRCh: Saga Dzong |
| Chinesische Bezeichnung                       |
| Vereinfacht: 萨嘎县                           |
| Pinyin:Sàgā Xiàn                              |

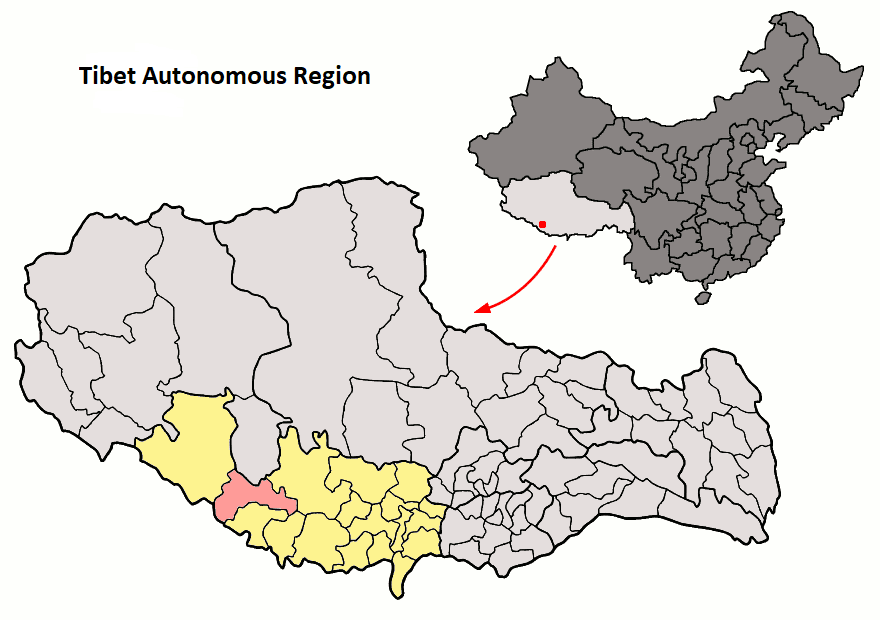
Lage des Kreises Saga (rosa) im Verwaltungsgebiet der Stadt Xigazê (gelb)

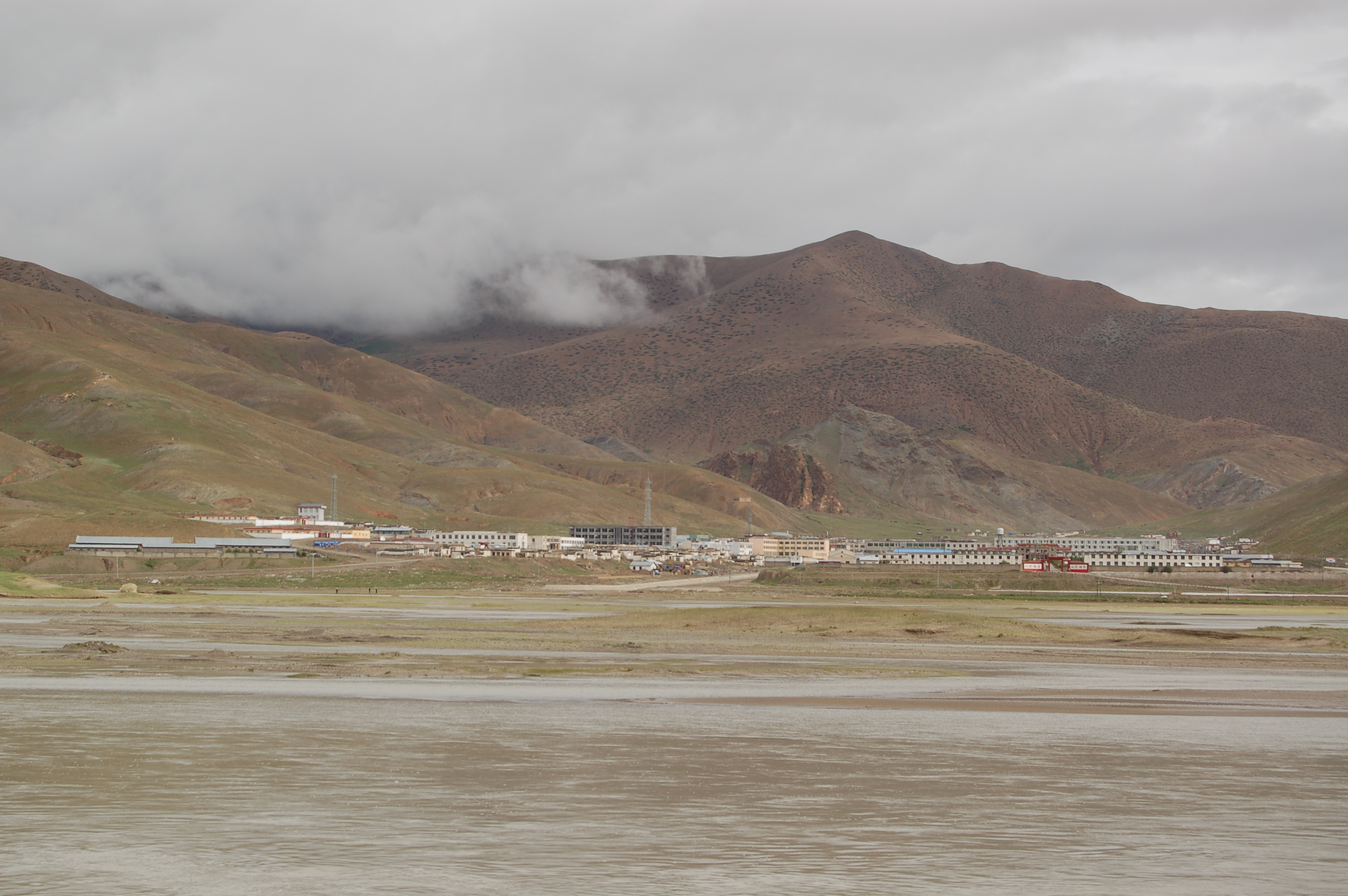
Gesamtansicht von Saga "Stadt" 2007

Saga ist ein Kreis im Südwesten der bezirksfreien Stadt Xigazê im Autonomen Gebiet Tibet der Volksrepublik China. Die Fläche beträgt 12.413 Quadratkilometer und die Einwohnerzahl 16.220 (Stand: Zensus 2020). 1999 zählte Saga 11.414 Einwohner.

## Administrative Gliederung
Auf Gemeindeebene setzt sich der Kreis aus einer Großgemeinden und sieben Gemeinden zusammen. Diese sind (Pinyin/chin.):
- Großgemeinde  Jiajia 加加镇

- Gemeinde Changguo 昌果乡
- Gemeinde Xiongru 雄如乡
- Gemeinde Lazang 拉藏乡
- Gemeinde Rujiao 如角乡
- Gemeinde Dajiling 达吉岭乡
- Gemeinde Danga 旦嘎乡
- Gemeinde Xiaru 夏如乡

## Geschichte
Der gleichnamige Hauptort, die Großgemeinde Saga war schon vor 1960 der Hauptort des damaligen Kreises und der Sitz von zwei "Kreisvorstehern" (tib. rdzong dpon). 
Die ersten Ausländer, die diesen Ort besuchten, waren der Inder Nain Singh (1865) und die Engländer C. G. Ryder und Cecil Rawling (1904). Auch Sven Hedin hat diesen Ort besucht. Nach Rawling bestand der Ort 1904 aus etwa 25 Lehmhäusern. Wie heute lag er auch früher an dem wichtigen Verbindungsweg nach Ngari und war eine der Hauptstationen auf diesem Weg zum Wechseln der Transportpferde (tib.: rta zam).

## Heutige Bedeutung
Heute ist Saga wichtige Garnisonsstadt der Volksbefreiungsarmee. Saga besteht aus zahlreichen Militärbaracken, Verwaltungsgebäuden, einer Ladenstraße und mehreren Hotels, die von Reisenden nach Ngari frequentiert werden.

## Galerie

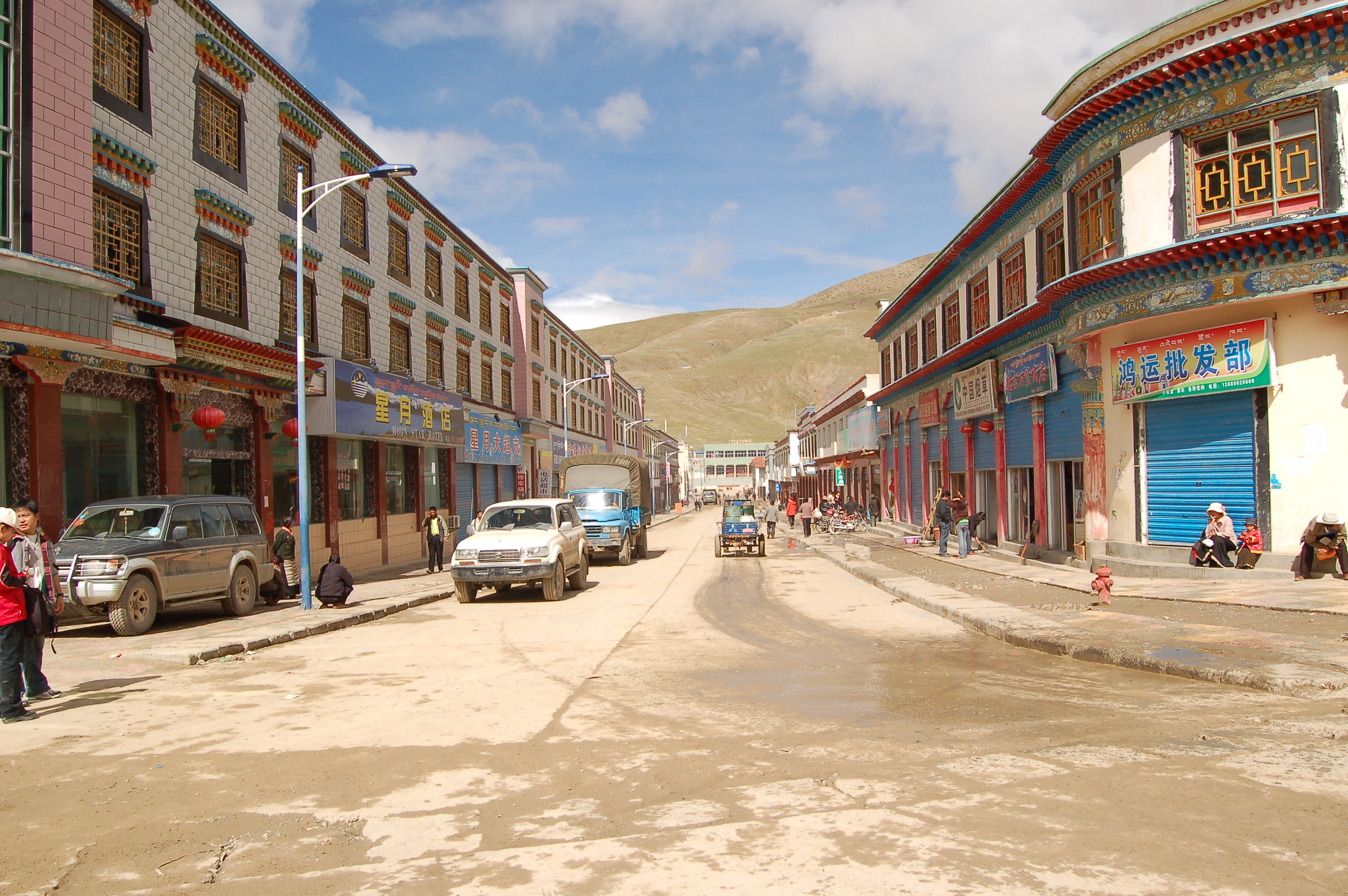
Geschäftsstraße in der Großgemeinde Saga.
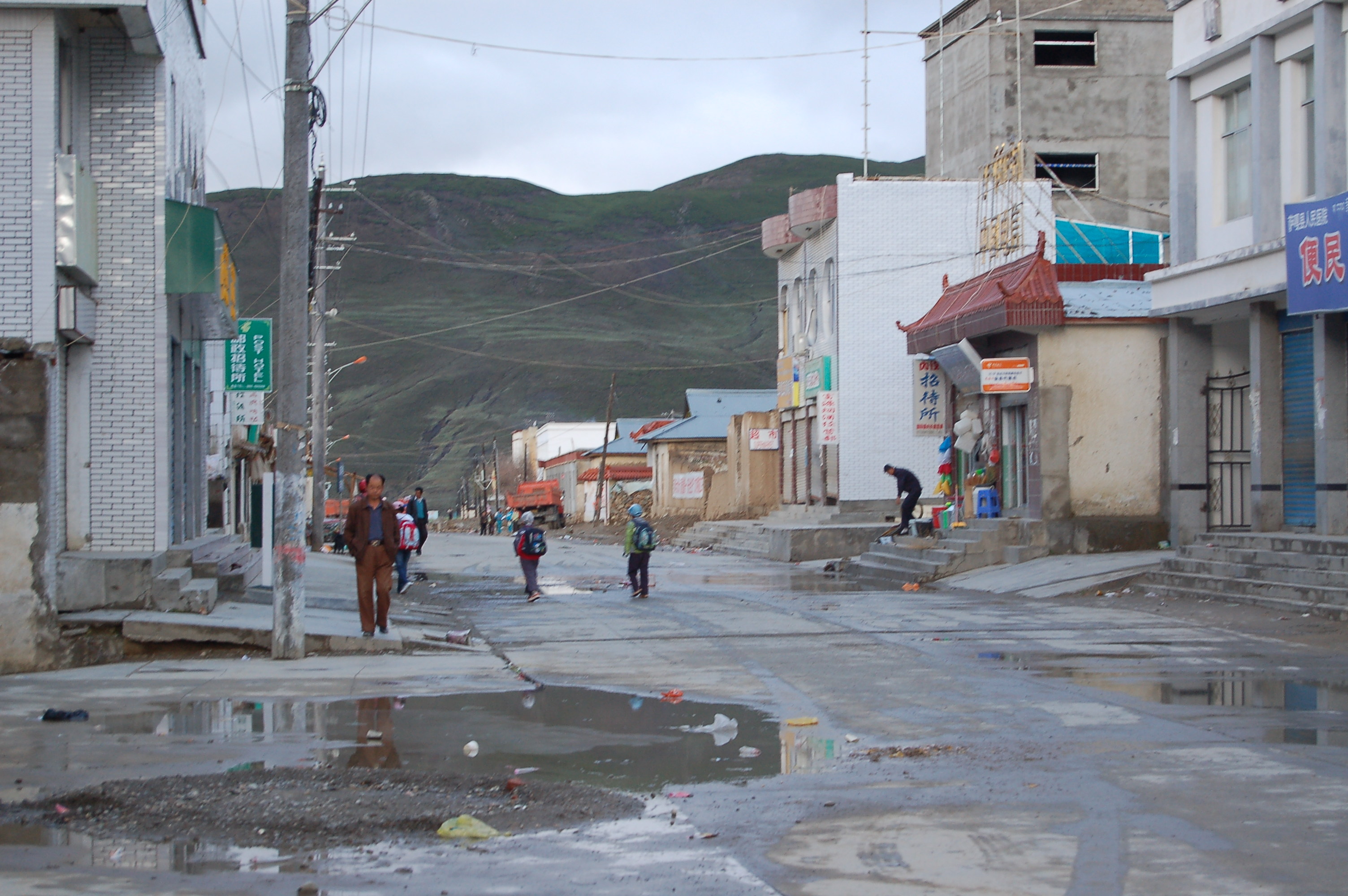
Geschäfte in Saga.
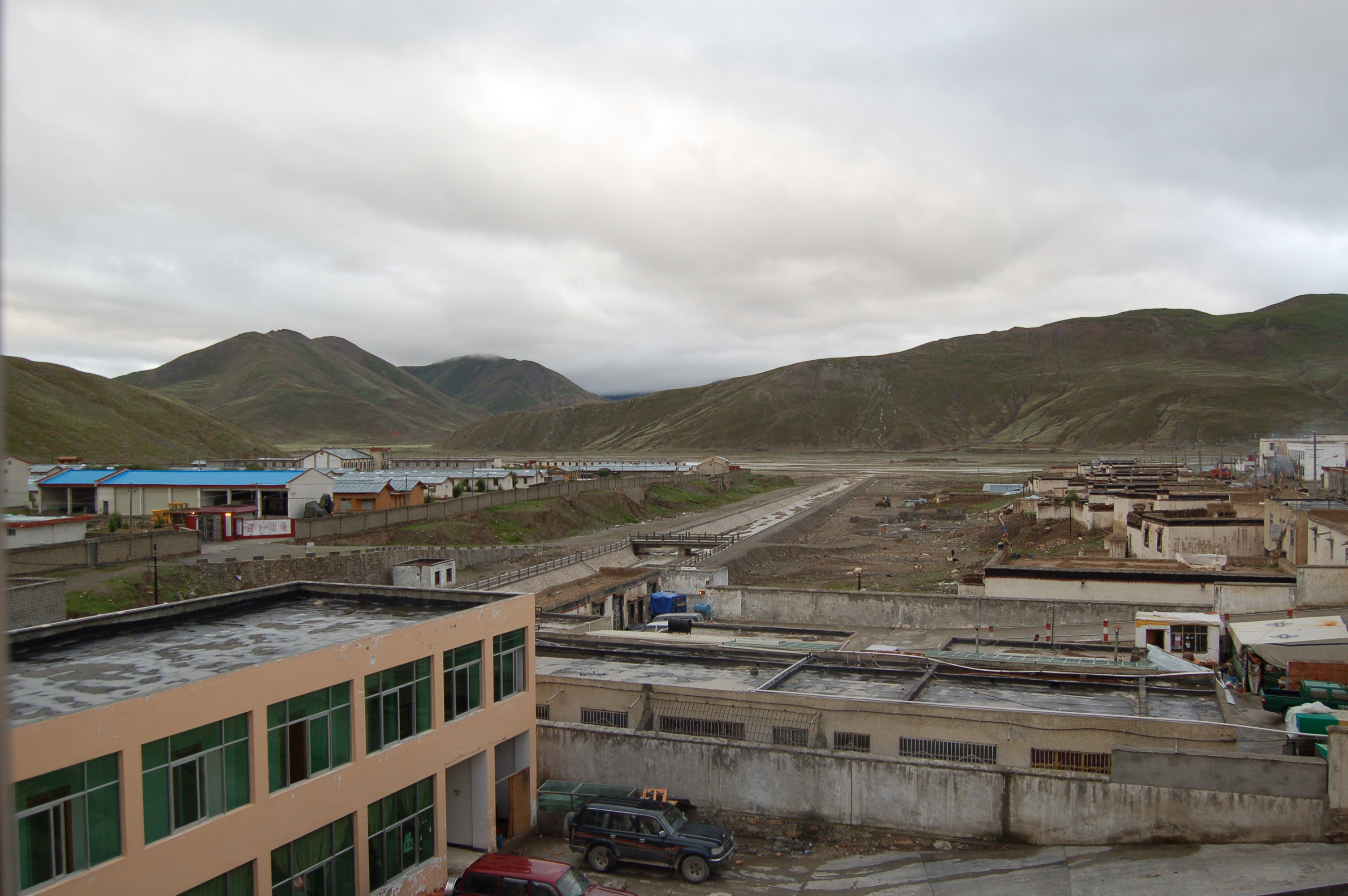
Quartiere der Volksbefreiungsarmee (links).